# Juan Abarca Cidón
Juan Abarca Cidón (Madrid, 1971)  é um médico, advogado e empresário espanhol. É presidente do grupo hospitalar HM Hospitales e da empresa de peritagem PROMEDE. Faz parte do lóbi ou grupo de pressão que promove os cuidados de saúde privados em Espanha.

## Formação e desenvolvimento profissional
Nasceu em Madrid e é filho dos médicos Juan Abarca Campal e de Carmen Cidón Tamargo, fundadores do grupo HM Hospitais.
Estudou Medicina na Universidade Complutense de Madrid e obteve o seu doutoramento na Universidade San Pablo CEU em 2017, com a tese "Análisis de la Ley General de Sanidad en el Siglo XXI. Propuestas para un modelo sostenible”.
Em 1997, após a sua especialização MIR em Medicina Familiar e Comunitária, foi nomeado diretor médico adjunto do Hospital Universitário HM Montepríncipe e, posteriormente, diretor. Desde 2016, preside ao grupo.
Em 2002, fundou a empresa Profesionales de la Medicina y el Derecho S.A. (PROMEDE), que realiza peritagens de saúde e avaliações de danos corporais no âmbito judicial, da qual é presidente e diretor-geral.
Como empresário do sector da saúde, faz parte do lobby ou grupo de pressão política para obter vantagens para o sector empresarial da saúde. Juntamente com outros, fundou o Instituto para o Desenvolvimento e Integração dos Cuidados de Saúde (Fundação IDIS), que defende os interesses dos cuidados de saúde privados; foi secretário-geral até 2015 e é presidente desde 2019.
Entre outros cargos, é vice-presidente da Associação Espanhola de Direito da Saúde e foi membro do Conselho Consultivo do Ministério da Saúde entre 2012 e 2019.

## Publicações
- Abarca Cidón, J.  El sistema sanitario español. De sus orígenes hasta nuestros días, Ed. Esfera de los libros, 2019
- Abarca Cidón, J. y Pérez Iñigo, F. Un modelo de hospital. Ed. Ars Médica, 2001 (4 ediciones)
- Abarca Cidón, J. y Juan-Peláez, F.  Actuación profesional en el ámbito hospitalario, Ed. Aula Salud Siglo XXI, 2003.
- VVAA Reflexiones sobre la colaboración pública-privada en atención sanitaria. Ed. Raiz Publicidad, 2018
- VVAA Propuestas de fortalecimiento del sistema nacional de salud en la era postcovid.  Ed. Merck Salud, 2021